# Osetnik (zwyczajny)
Osetnik (zwyczajny) (Carduelis citrinella) – gatunek niewielkiego ptaka z rodziny łuszczakowatych (Fringillidae). Występuje w Europie – od Półwyspu Iberyjskiego po Alpy. Wyjątkowo zalatuje do Polski. Nie jest zagrożony wyginięciem.

## Systematyka
Gatunek monotypowy. Za jego podgatunek uznawano osetnika korsykańskiego (C. corsicana), ale różnią się mitochondrialnym DNA, morfologią, wyborem siedlisk i głosem.

## Morfologia
WyglądUpierzenie samca gładkie, bez kreskowania. Wierzch głowy, boki szyi i kark szare, wierzch ciała zielonożółty. Skrzydła ciemne z dwiema żółtymi pręgami, brzuch jasnożółty. Samica i młode bledsze, o delikatnym, podłużnym kreskowaniu.
Wymiary średniedługość ciała 11,5–12 cm
rozpiętość skrzydeł ok. 22 cm
masa ciała 12–14 g

## Zasięg występowania
Zamieszkuje wyspowo Półwysep Iberyjski, południową Francję i Alpy. Osiadły, odbywa jedynie wędrówki między poszczególnymi piętrami gór. W Polsce odnotowany tylko 3 razy (obserwowano łącznie 4 osobniki): w 1975 we Wrocławiu, w 2001 w okolicach Kielc oraz na Hali Gąsienicowej w Tatrach 27 maja 2016.

## Ekologia

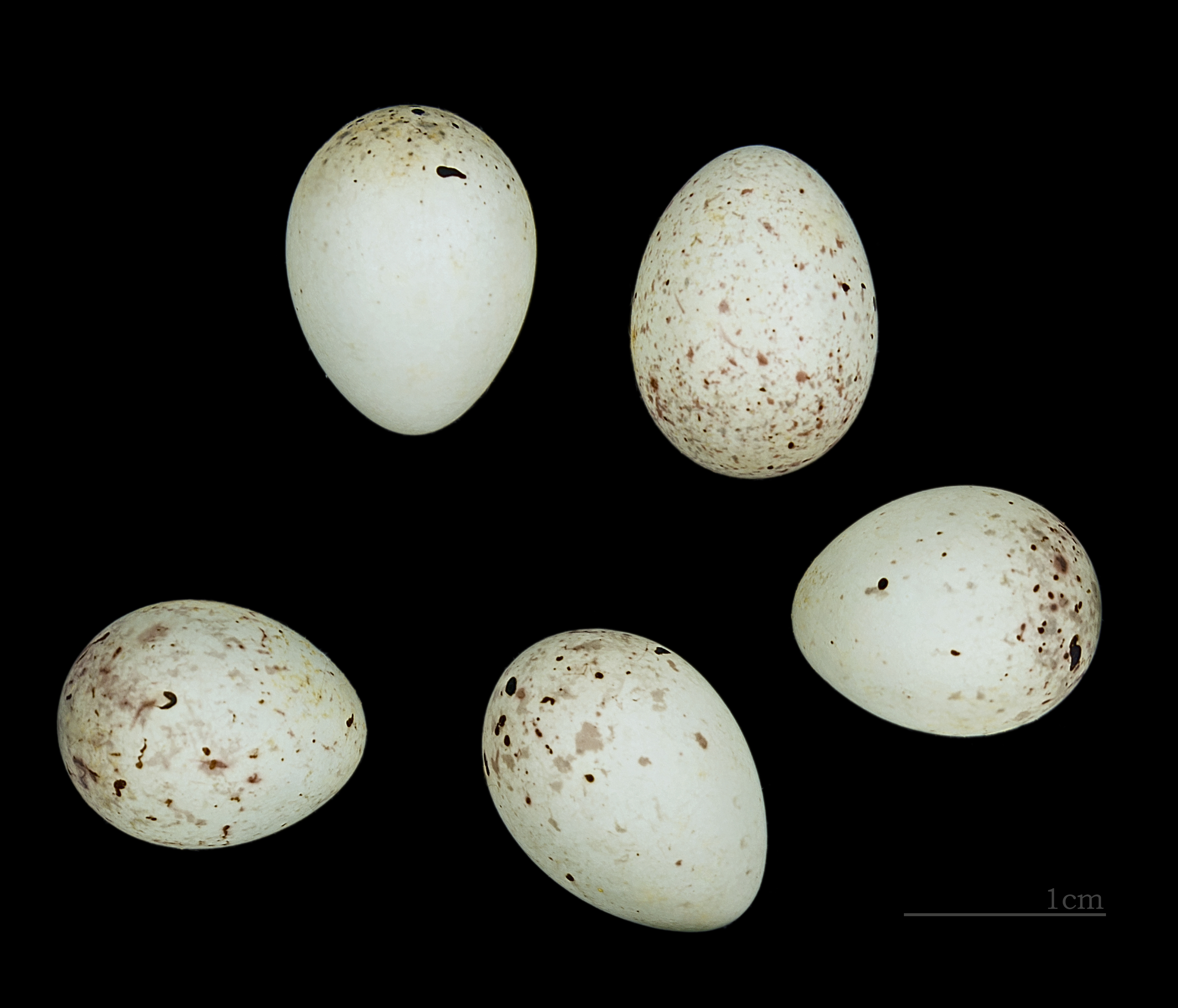
Jaja z kolekcji muzealnej

BiotopLasy iglaste na obszarach górskich i alpejskie łąki.
GniazdoNa drzewach iglastych.
JajaSkłada 3–5 jaj.
Wysiadywanie, pisklętaWysiadywanie trwa 12 do 14 dni, pisklęta opuszczają gniazdo po około 18 dniach.
PożywienieNasiona, pąki; dietę uzupełnia owadami i larwami.

## Status i ochrona
IUCN uznaje osetnika za gatunek najmniejszej troski (LC, Least Concern). Według szacunków BirdLife International z 2015, liczebność populacji wynosi 500–565 tysięcy dorosłych osobników. Trend liczebności populacji uznawany jest za spadkowy.
Na terenie Polski gatunek ten jest objęty ścisłą ochroną gatunkową.